# Union Banking Corporation
La Union Banking Corporation (UBC) è stata una società bancaria degli Stati Uniti d'America i cui beni furono sequestrati dal Governo degli Stati Uniti durante la Seconda guerra mondiale.

## Fondazione
La UBC fu fondata nell'agosto del 1924, con sede al numero 39 di Broadway in New York. Il primo gruppo dirigente della banca fu così composto:
- presidente Cornelis Lievense
- vice presidente e direttore Prescott Bush[1]
- Johann G. Groeninger, direttore della Halcyon shipping line of Rotterdam.
- E. Roland Harriman, Skull and Bones dal 1917, fratello e socio in affari di W. Averell Harriman.
- H. J. Kouwenhoven, direttore della Bank voor Handel en Scheepvaart of Rotterdam.
- Samuel F. Pryor, presidente del comitato esecutivo della Remington Arms.
- J. P. Ripley, funzionario della W.A. Harriman & Co.
- J. D. Sawyer, funzionario della W.A. Harriman & Co.

## Affari con nemici degli Stati Uniti d'America
Nei primi di marzo del 1940, Cornelis Lievense fu implicato in rapporti d'affari con nemici degli Stati Uniti. Lievense, oltre ad essere presidente della UBC, fu funzionario di molte altre aziende, tra le quali:
- Presidente della Domestic Fuel Corporation (co-located at 39 Broadway with the UBC)
- Presidente della Holland-American Trading Corporation (avente anch'essa la sede al 39 di Broadway)
- Presidente e direttore della Seamless Steel Equipment Corporation
- Direttore della Holland American Investment Corporation
- Direttore della August Thyssen Bank, A.G. di Berlino
- Direttore della N.V. Handelscompagnie "Ruilverkeer" di Amsterdam

Nel marzo del 1940, un articolo del New York Times rivelò che la Domestic Fuel Corporation si guadagnò la dubbia reputazione di essere la prima azienda americana a comparire nella lista nera di persone e aziende sospettate di essere nemiche del Canada.
Il 31 luglio 1941, un articolo del New York Herald Tribune rivelò che la UBC era stata creata dalla olandese Bank voor Handel en Scheepvaart, creata e controllata da Fritz Thyssen, magnate tedesco dell'acciaio e sostenitore in passato del Nazismo. La UBC fu formata da Thyssen con l'assistenza di W. A. Harriman; il consiglio esecutivo era composto da partner fidati di Harriman and Thyssen. Al tempo in cui l'articolo fu scritto, molti membri della Brown Brothers Harriman servivano nel consiglio della UBC, incluso Prescott Bush. Il 10 maggio 1940, quando la Germania invase i Paesi Bassi, poiché l'UBC era di proprietà olandese, i suoi beni in America furono sequestrati dal Governo degli Stati Uniti. Comunque, secondo il parere di William R. White, Sopraintendente alle Banche di New York, i dirigenti della Harriman presenti anche nella UBC rimanettero nel consiglio della UBC fino a che nel 1942 l'intera società fu formalmente sequestrata dal governo..
Il 20 ottobre 1942, ai sensi del Trading with the Enemy Act, gli Stati Uniti sequestrarono tutte le azioni della UBC.
Edmund Roland Harriman, fratello di Averell, entrato alla Skull and Bones nel 1917, è stato direttore dell'UBC di New York, nel periodo precedente Prescott Bush.
Prescott Bush fu dal 1941 dirigente della UBC, possedendone una quota. Da quando il figlio e il nipote di Prescott Bush sono diventati Presidenti degli Stati Uniti, la sua partecipazione all'azienda ha sviluppato un considerevole interesse da parte dei media. Qualcuno ha sollevato l'accusa che Prescott Bush, direttamente o indirettamente, ha approfittato della sua partecipazione nella UBC, e che la sua partecipazione all'azienda ha aiutato a far salire al potere il Partito Nazista .
Il 15 dicembre 1944, la UBC trasferì la sede dal 39 al 120 di Broadway..